# Hartvíkovice
Hartvíkovice (in tedesco Hartikowitz) è un comune della Repubblica Ceca facente parte del distretto di Třebíč, nella regione di Vysočina.